# Roberto Contreras
Roberto Contreras (* 12. Dezember 1928 in St. Louis, Missouri; † 18. Juli 2000 in Los Angeles, Kalifornien) war ein US-amerikanischer Schauspieler.

## Leben
Contreras begann seine Schauspielkarriere Mitte der 1950er Jahre. Als Hispanoamerikaner stellte er zumeist Mexikaner dar, häufig im Westerngenre. Zu seinen ersten Filmrollen zählte die Darstellung des Carlos in Der Fluch vom Monte Bravo. Erst einmal hatte er dann meist kleinste Nebenrollen ohne Namensnennung im Abspann, unter anderen in den Filmen Geraubtes Gold, Die glorreichen Sieben und Alvarez Kelly. Daneben spielte er Gastrollen in Fernsehserien wie Maverick, Tausend Meilen Staub und Westlich von Santa Fé.
Bekanntheit beim US-amerikanischen Fernsehpublikum erlangte er erst ab 1967 als Pedro in der Westernserie High Chaparral, eine Rolle, die er bis 1971 in 59 Episoden darstellte. Nach dem Ende der Serie war er bis hinein in die 1980er Jahre weiterhin als Gast in verschiedenen Serienformaten zu sehen und hatte unter anderem in Scarface eine kleine Filmrolle. Drei Mal stand er neben seinem Sohn Luis Contreras vor der Kamera, in Fred Schepisis Die Ballade vom Banditen Barbarossa, in dem von Walter Hill produzierten Actionfilm Blue City sowie in Blood in, Blood out – Verschworen auf Leben und Tod.

## Filmografie (Auswahl)

### Filme
- 1956: Der Fluch vom Monte Bravo (The Beast of Hollow Mountain)
- 1958: Geraubtes Gold (The Badlanders)
- 1959: Die Madonna mit den zwei Gesichtern (The Miracle)
- 1960: Die glorreichen Sieben (The Magnificent Seven)
- 1961: Das Gold der sieben Berge (Gold of the Seven Saints)
- 1965: Dreimal nach Mexiko (Marriage on the Rocks)
- 1966: Alvarez Kelly
- 1966: Die gefürchteten Vier (The Professionals)
- 1969: Topas (Topaz)
- 1983: Scarface
- 1986: Blue City
- 1993: Blood in, Blood out – Verschworen auf Leben und Tod (Bound by Honor)

### Serien
- 1957: Have Gun – Will Travel
- 1958: Maverick
- 1959: Tausend Meilen Staub (Rawhide)
- 1960: 77 Sunset Strip
- 1961: Westlich von Santa Fé (The Rifleman)
- 1963: Auf der Flucht (The Fugitive)
- 1965: Laredo
- 1965: Mini-Max (Get Smart)
- 1966: Big Valley (The Big Valley)
- 1967: Invasion von der Wega (The Invaders)
- 1967–1971: High Chaparral (The High Chaparral)
- 1969: Kobra, übernehmen Sie (Mission: Impossible)
- 1971: Cannon
- 1971: Der Chef (Ironside)
- 1975: Die Zwei mit dem Dreh (Switch)
- 1975: Kung Fu
- 1984: Simon & Simon
- 1986: Unglaubliche Geschichten (Amazing Stories)